# Tegosa drusinilla
Tegosa drusinilla är en fjärilsart som beskrevs av Johannes Karl Max Röber 1913. Tegosa drusinilla ingår i släktet Tegosa och familjen praktfjärilar. Inga underarter finns listade i Catalogue of Life.